# Paranza – Der Clan der Kinder
Paranza – Der Clan der Kinder (Originaltitel: La paranza dei bambini, ital. für „Die Paranza der Kinder“, internationaler Titel Piranhas) ist ein italienisches Filmdrama von Claudio Giovannesi, das am 12. Februar 2019 im Rahmen der Internationalen Filmfestspiele Berlin seine Premiere feierte, wo er im Hauptwettbewerb gezeigt wurde. Der Film basiert auf einem gleichnamigen Bestseller von Roberto Saviano (dt. Titel: Der Clan der Kinder) und erzählt von einer Gruppe Jugendlicher aus Neapel, die im Auftrag ihres Bosses mit Handfeuerwaffen und AK47-Gewehren durch die Straßen der Stadt ziehen und Angst und Schrecken verbreiten.

## Handlung
Neapel, in der Gegenwart: Der 15-jährige Nicola macht mit den gleichaltrigen Freunden Biscottino, Briatò, Lollipop, ‘O Russ und Tyson das Sanità-Viertel unsicher. Er lebt mit seinem jüngeren Bruder Cristian in einfachen Verhältnissen bei seiner alleinerziehenden Mutter Vittoria, die den Lebensunterhalt mit einer kleinen Reinigung mühevoll verdient. Als er eines Tages Zeuge wird, wie seine Mutter eine demütigende Schutzgeldzahlung seitens der Mafia über sich ergehen lassen muss, verbrüdert er sich mit dem gleichaltrigen Agostino. Agostino und sein Bruder Limone entstammen dem früher einflussreichen Mafia-Clan Striano, werden aber inzwischen von den Kriminellen im Viertel schikaniert. Zum Treffpunkt der Jugendbande wird die leerstehende luxuriöse Wohnung von Agostinos Onkel Tonino, der bis zu seiner Ermordung über Sanità herrschte.
Um an Geld für Designer-Klamotten oder einen Tisch in der örtlichen exklusiven Disco Joia zu gelangen, überfällt Nicolas Bande mit Hilfe von Lollipops Schwester ein Juweliergeschäft im Viertel. Der Raub bleibt dem lokalen Capo Lino Sarnataro nicht verborgen, der Nicola und seine Freunde gefangen nimmt und sich das Diebesgut aushändigen lässt. Als Sarnataro durch Zufall herausfindet, dass Nicola mit Agostino Striano zusammenarbeitet, unterbindet er den weiteren Kontakt zwischen den beiden und übernimmt die Jugendlichen in seine Dienste. Nicola und seine Freunde verhökern daraufhin Marihuana am Piazzetta Orientale, nahe der Universität. Auch kommen sie mit anderen Drogen wie Koks in Kontakt und kassieren schon bald mit Sarnataros Männern das Schutzgeld im Viertel. Von dem Lohn können sich die Jugendlichen Designer-Klamotten und einen 500 Euro teuren Tisch im Joia leisten. Dort steht Nicola mit seinen Freunden für die attraktive Letizia ein, die nach hartnäckigem Umwerben seine Freundin wird.
Als Sarnataro mit weiteren Mafia-Angehörigen auf einer Hochzeit von der Polizei verhaftet wird, verschieben sich die Machtverhältnisse im Viertel. Nicola sieht bei drei noch übriggebliebenen Capos seine Chance gekommen und verbrüdert sich erneut mit Agostino. Beide stehlen die Schusswaffe eines Polizisten und üben damit. Ein Anschlag auf den örtlichen Boss Carminiello schlägt aber fehl. Aus Angst vor Rache schließt Nicola ein Bündnis mit dem außerhalb von Sanità herrschenden Capo Don Vittorio, der der Gruppe nach Zögern die benötigten Pistolen und Sturmgewehre aushändigt. Nicola und seine Freunde machen sich via YouTube-Videos mit dem Gebrauch der Waffen vertraut und es gelingt ihnen Carminiello und einen weiteren Boss zu vertreiben. Während die Beziehung zu Letizia  immer enger wird, erschießt Nicola in Frauenkleidung getarnt den letzten noch verbliebenen Capo und begeht damit seinen ersten Mord.
Fortan hat Nicolas Bande das Sagen in Sanità. Die Jugendlichen kassieren auf eigene Faust Schutzgelder, die sie in luxuriöse Möbel, Drogen, Prostituierte, neue Mopeds oder teure Abende im Joia investieren. Ein Streit mit einer konkurrierenden Jugendgang im Quartieri Spagnoli sorgt dafür, dass Nicola nicht mehr ohne Gefahr Letizia besuchen kann. Er schlägt vor, dass sie zusammen nach Sanità ziehen, Nicola wird aber von Letizias Vater nicht anerkannt. Die Geschehnisse überschlagen sich, als Agostinos Bruder Limone Nicola hintergeht und einer der Freunde einen Partygast vor dem Joia tötet, weil er die Jugendlichen für einfache Dealer hielt. Die Strianos trennen sich von Nicolas Gruppe. Gleichzeitig verbringt Nicola einen Tag mit Letizia am Strand. Er sehnt sich danach, mit ihr den Sommer in Gallipoli zu verbringen, als auf beide ein Mordanschlag verübt wird, der aber fehlschlägt. Zur selben Zeit wird Nicolas Bruder Cristian hinterrücks angeschossen, nachdem er mit Freunden die Waffen der Gang ausprobiert hatte. Nicola will Rache und stellt eine Truppe von über einem Dutzend bewaffneten Jugendlichen zusammen, darunter auch die Strianos. Auf ihren Mopeds begeben sie sich auf die Suche nach ihren Gegnern.

## Literarische Vorlage
„Kein 15-Jähriger, der kriminell wird, ist allein schuld daran.“

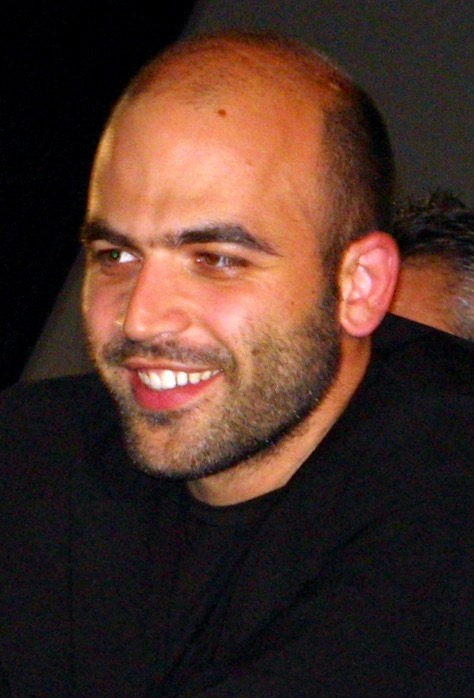
Roberto Saviano, der Autor von La paranza dei bambini

Der Film basiert auf dem Roman La paranza dei bambini von Roberto Saviano aus dem Jahr 2016, der auf Deutsch unter dem Titel Der Clan der Kinder erschien. Im März 2018 stellte Saviano das Buch im Rahmen des Literaturfestivals Lit.Cologne vor. Er habe die Romanform gewählt, sagt Saviano dort, um sich in das Denken und Fühlen der jungen Männer besser einfühlen und es intensiver beschreiben zu können. Biografien wie die seiner Protagonisten gebe es aber in Neapel tatsächlich, beteuert er. Obwohl die Handlung des Romans fiktiv ist, ließ sich Saviano für Der Clan der Kinder von der Realität inspirieren. Der Sommer vor der italienischen Veröffentlichung hatte es in Savianos Heimatstadt Neapel als „blutiger Sommer“ landesweit in die Medien geschafft, da dort binnen weniger Monate so viele Menschen getötet worden waren, dass Gennaro Buonerba, ein stadtbekannter Mafioso, bemerkte, die Stadt sei mittlerweile schlimmer als Bagdad. Als Inspiration für seine Hauptfigur Nicolas diente Saviano die Biografie von Emanuele Sibillo, eines in jenem Sommer ermordeten Jugendlichen, der zum Boss seines Viertels und 2015 als 20-Jähriger von Mitgliedern eines verfeindeten Clans auf offener Straße erschlagen wurde. Biografien von Jugendlichen wie diesem rührten Saviano nach eigenen Aussagen: „Kein 15-Jähriger, der kriminell wird, ist allein Schuld daran.“
Auf der ersten Seite widmet Saviano den Roman „der Unschuld der schuldigen Toten“, was eine Anspielung auf die jugendlichen Protagonisten ist, die im Laufe des Buches zu Tätern und Opfern werden. Maria-Therese Eiblmeier von der Deutschen Welle beschreibt diese als junge Fische, die bereit sind, bis zum Äußersten zu gehen. Im Laufe des Romans verwandelten sie sich immer mehr in unbarmherzige Kriminelle: „Aus den kleinen Fischen werden Haie“. Raum für Hoffnung bleibe im Roman kaum, so Eiblmeier, und die Verrohung der Jugendlichen scheine unaufhaltsam. Auch Saviano sieht von Seiten des Staates keine erfolgversprechenden Bemühungen, um den Krieg der Jungen in den Vierteln Neapels zu beenden.
Der italienische Mafia-Beobachter, Schriftsteller und Journalist Roberto Saviano beschäftigt sich in seinem literarischen Werk und in seinen Reportagen  mit dem Phänomen der organisierten Wirtschaftskriminalität. Saviano lebt wegen Morddrohungen der Mafia seit über zehn Jahren unter ständigem Polizeischutz an ständig wechselnden Orten. Der Clan der Kinder ist Savianos erster Roman nach mehreren investigativen Recherchen. Mit seinem 2006 erschienenen Sachbuch-Bestseller Gomorrha hatte er erstmals den Hass der Bosse auf sich gezogen. Auch dieses Buch wurde verfilmt.

## Produktion

### Stab und Filmtitel
Regie führte Claudio Giovannesi. Das Drehbuch für die Verfilmung seines Romans schrieb Saviano gemeinsam mit Giovannesi und Maurizio Braucci. Die deutsche Synchronisation entstand nach einem Dialogbuch und der Dialogregie von Christoph Cierpka im Auftrag der Neue Tonfilm, München.
Im Original lautet der Titel des Films wie auch der Titel von Savianos Buch La paranza dei bambini, eine Metapher, die im Roman immer wieder aufgegriffen wird. „Paranza“ hat im Italienischen verschiedene Bedeutungen. Zum einen ist es die Bezeichnung für eine Kampftechnik mit dem Stock. Auch eine Gruppe von Personen im Halbkreis in der neapolitanischen Volksmusik wird so bezeichnet. Des Weiteren ist es eine Fischfang-Methode, bei der die Fische nachts mithilfe von Licht in die Netze gelockt werden, wobei vor allem junge Tiere auf die Masche hereinfallen. Am Golf von Neapel ist „Paranza“ zudem auch als Ausdruck für eine Gruppe jeder Art von Krimineller gebräuchlich.

### Besetzung und Veröffentlichung
Bei den im Film zu sehenden Jugendlichen handelt es sich um Laiendarsteller aus dem Viertel.
Der Film wurde am 12. Februar 2019 im Rahmen der Internationalen Filmfestspiele Berlin erstmals gezeigt. Am darauffolgenden Tag kam er in die italienischen Kinos. Thematisch ähnlich gelagert wurde auf der Berlinale der Dokumentarfilm Shooting the Mafia präsentiert. Der Kinostart in Deutschland erfolgte am 22. August 2019, in Österreich startete der Film am 30. August 2019. Anfang Oktober 2019 wurde er beim London Film Festival vorgestellt.

## Rezeption

### Altersfreigabe und Kritiken
In Deutschland wurde der Film von der FSK ab 16 Jahren freigegeben. In der Freigabebegründung heißt es, in der zweiten Hälfte schildere der Film eindringlich die eskalierende Gewaltspirale, in die die Jugendlichen geraten, und Revierkämpfe und Racheaktionen würden dabei brutal und emotionslos ausgeführt. Die Gewaltszenen seien jedoch kurz gehalten und würden nie verherrlicht oder reißerisch ausgespielt.
Der Film erhielt im internationalen Kritikenspiegel der britischen Fachzeitschrift Screen International 2,3 von vier möglichen Sternen und belegte damit gemeinsam mit Angela Schanelecs Ich war zuhause, aber einen 8. Platz unter allen 16 Berlinale-Wettbewerbsfilmen. Emin Alpers Eine Geschichte von drei Schwestern und Nadav Lapids Synonymes (je 3,0) führten die Rangliste an.
Peter von Becker vom Tagesspiegel schreibt, Roberto Saviano und der am Drehbuch beteiligte Regisseur und Musiker Claudio Giovannesi hätten den über 400 Seiten starken Roman klug konzentriert: „auf einige Schlüsselszenen, die den Weg des 15-jährigen Nicola vom Anführer einer anfangs eher harmlosen Kindergang zum drogendealenden Boss eines Jugendclans markieren.“ Anders als in der grandiosen Gomorrha-Verfilmung durch Matteo Garrone aus dem Jahr 2008 überfalle einen Giovannesi nicht mit einem Bilderwirbel des Infernos, und die Unterwelt Neapels sei hier, trotz der einmal mehr als Waffenlager und Schießübungsstätte genutzten Höhlen in den Berghängen der Stadt, keine Höllenwelt, so von Becker weiter.
Susanne Lenz von der Berliner Zeitung erklärt, der Zuschauer sehe die Welt mit Nicolas Augen. Nicola, manchmal kommt sein unschuldiges Lächeln, oft sein Hinterkopf ins Bild. Es handele sich bei La paranza dei bambini möglicherweise um den ersten Mafia-Film, in dem der Held sich als Mädchen verkleidet, wenn auch nur, um einen Mord begehen zu können. Ansonsten habe er die ewige Männerrolle als Herrscher und Beschützer verinnerlicht, so Lenz. Dass sich die Jungs bei Youtube informieren, wie eine Maschinenpistole funktioniert, sei im Film ebenso alters- und zeitgemäß wie auch die Fluidität von Geschlechtergrenzen.
Julia Vismann vom RBB schreibt, die Konflikte, in denen sich die Jugendlichen befinden, seien nicht zu spüren, und Emotionen seien Film nur wenig zu sehen. Auch ihre Beweggründe sowie die Armut und Ausweglosigkeit ihrer Situation seien in diesem vor sich hinplätschernden Film nicht zu erkennen. Vismann resümiert: „Dem traurigen Schicksal der jugendlichen Clans, die sich mitten in Neapel gegenseitig abschießen, wird dieser langatmige und viel zu glatte Film nicht gerecht. Das Einzige, was überzeugt, sind die neapolitanischen jugendlichen Laiendarsteller.“
Deborah Young von The Hollywood Reporter bemerkt, der größte Teil der erwarteten Gewalt finde abseits der Leinwand statt, und  der Film sei für das Fernsehpublikum besser geeignet.

### Einsatz im Schulunterricht
Das Onlineportal kinofenster.de empfiehlt Paranza – Der Clan der Kinder für die Unterrichtsfächer Deutsch, Sozialkunde/Gemeinschaftskunde, Politik und Ethik und bietet Materialien zum Film für den Unterricht. Philipp Bühler schreibt, für den Politik- und Gemeinschaftskundeunterricht biete der Film die Gelegenheit, die Dynamik von männlich geprägten Jugendbanden und die Mechanismen von Gewalt zu erörtern: „Die dort eindrücklich beschriebenen Phänomene beschränken sich keineswegs auf Neapel, wo die Verhaftung wichtiger Mafiabosse ein Machtvakuum hinterlassen hat, das Nicolas Clique nur zu füllen braucht. So können die Schülerinnen und Schüler deren Motive – etwa die Sehnsucht nach Anerkennung und Statussymbolen – analysieren und mit eigenen Erfahrungen im Alltag vergleichen, vielleicht sogar auf dem eigenen Schulhof.“

### Auszeichnungen (Auswahl)
Der Film befindet sich in einer Vorauswahl für den Europäischen Filmpreis 2019. Im Folgenden weitere Auszeichnungen und Nominierungen.
Bucharest International Film Festival 2019
- Auszeichnung mit dem Festivalpreis für die Beste Regie (Claudio Giovannesi)
- Auszeichnung für das Beste Drehbuch (Roberto Saviano, Claudio Giovannesi und Maurizio Braucci)
- Nominierung für den Festivalpreis als Bester Film (Claudio Giovannesi)

David di Donatello 2020
- Nominierung als Bester Film (Claudio Giovannesi)
- Nominierung für die Beste Regie  (Claudio Giovannesi)
- Nominierung für das Beste adaptierte Drehbuch (Roberto Saviano, Claudio Giovannesi und Maurizio Braucci)

Europäischer Filmpreis 2019
- Nominierung für den European University Film Award (Claudio Giovannesi)

Haifa International Film Festival 2019
- Nominierung als Bester internationaler Film für den Carmel Award (Claudio Giovannesi)[19]

Internationale Filmfestspiele Berlin 2019
- Nominierung für den Goldenen Bären (Claudio Giovannesi)
- Auszeichnung mit dem Silbernen Bären für das Beste Drehbuch (Roberto Saviano, Claudio Giovannesi und Maurizio Braucci)

Nastro d’Argento 2019
- Auszeichnung mit dem Silbernen Band für die Beste Kamera (Daniele Ciprì)
- Nominierung für das Silberne Band als Bester Film (Claudio Giovannesi)
- Nominierung für die Regie des besten italienischen Films (Claudio Giovannesi)
- Nominierung für das Beste Drehbuch (Roberto Saviano, Claudio Giovannesi und Maurizio Braucci)
- Nominierung als Bester Produzent (Palomar)
- Nominierung für die Beste Ausstattung (Daniele Frabetti)
- Nominierung für den Besten Schnitt (Giuseppe Trepiccione)
- Nominierung für den Besten Sound (Emanuele Cicconi)[20]